# Ussel-d’Allier
Ussel-d’Allier település Franciaországban, Allier megyében. Lakosainak száma 168 fő (2022. január 1.). Ussel-d’Allier Chantelle, Charroux, Étroussat, Fourilles, Saint-Germain-de-Salles és Taxat-Senat községekkel határos.

## Népesség
A település népessége az elmúlt években az alábbi módon változott:
| Lakosok száma | 184  | 163  | 147  | 149  | 152  | 157  | 162  | 168  | 169  | 168  |
|               | 1968 | 1982 | 1990 | 2006 | 2013 | 2015 | 2017 | 2019 | 2020 | 2022 |